# Komodo
Komodo (indonez. Pulau Komodo) – wyspa w Indonezji w archipelagu Małe Wyspy Sundajskie pomiędzy większymi wyspami Sumbawa i Flores; powierzchnia 330,0 km²; długość linii brzegowej 158,0 km; słabo zaludniona.
Oblewana przez: morze Flores (od północy), cieśninę Lintah (od wschodu), cieśninę Sumba (od południa) i cieśninę Sape (od zachodu).
Bardzo rozwinięta linia brzegowa; powierzchnia wyżynna (wysokość do 825 m n.p.m.); pierwotna roślinność (las równikowy) została w większości zastąpiona przez zbiorowiska trawiaste. 
Na wyspie żyje endemiczny gatunek warana – waran z Komodo, największa jaszczurka na świecie; w celu jej ochrony utworzono Park Narodowy Komodo (PKA Balai Taman Nasional Komodo). Inną atrakcją turystyczną jest nurkowanie, szczególnie w wodach cieśniny Lintah.
Administracyjnie należy do prowincji Małe Wyspy Sundajskie Wschodnie.